# (246132) Lugyny
(246132) Lugyny est un astéroïde de la ceinture principale.

## Description
(246132) Lugyny est un astéroïde de la ceinture principale. Il fut découvert le 9 juillet 2007 à Androuchivka par l'observatoire astronomique d'Androuchivka. Il présente une orbite caractérisée par un demi-grand axe de 2,28 UA, une excentricité de 0,25 et une inclinaison de 8,4° par rapport à l'écliptique.

## Compléments